# Komboskini

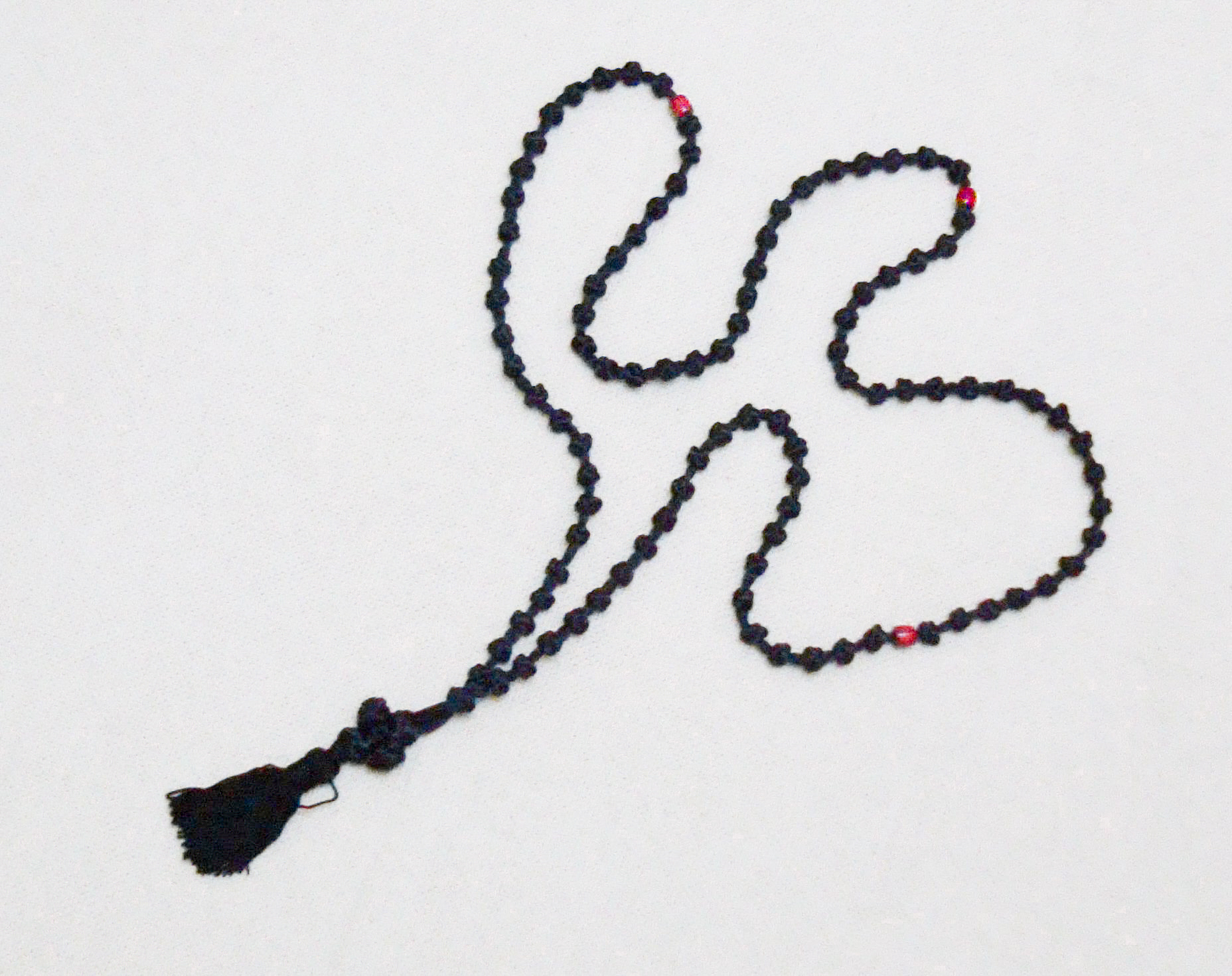
Komboskini

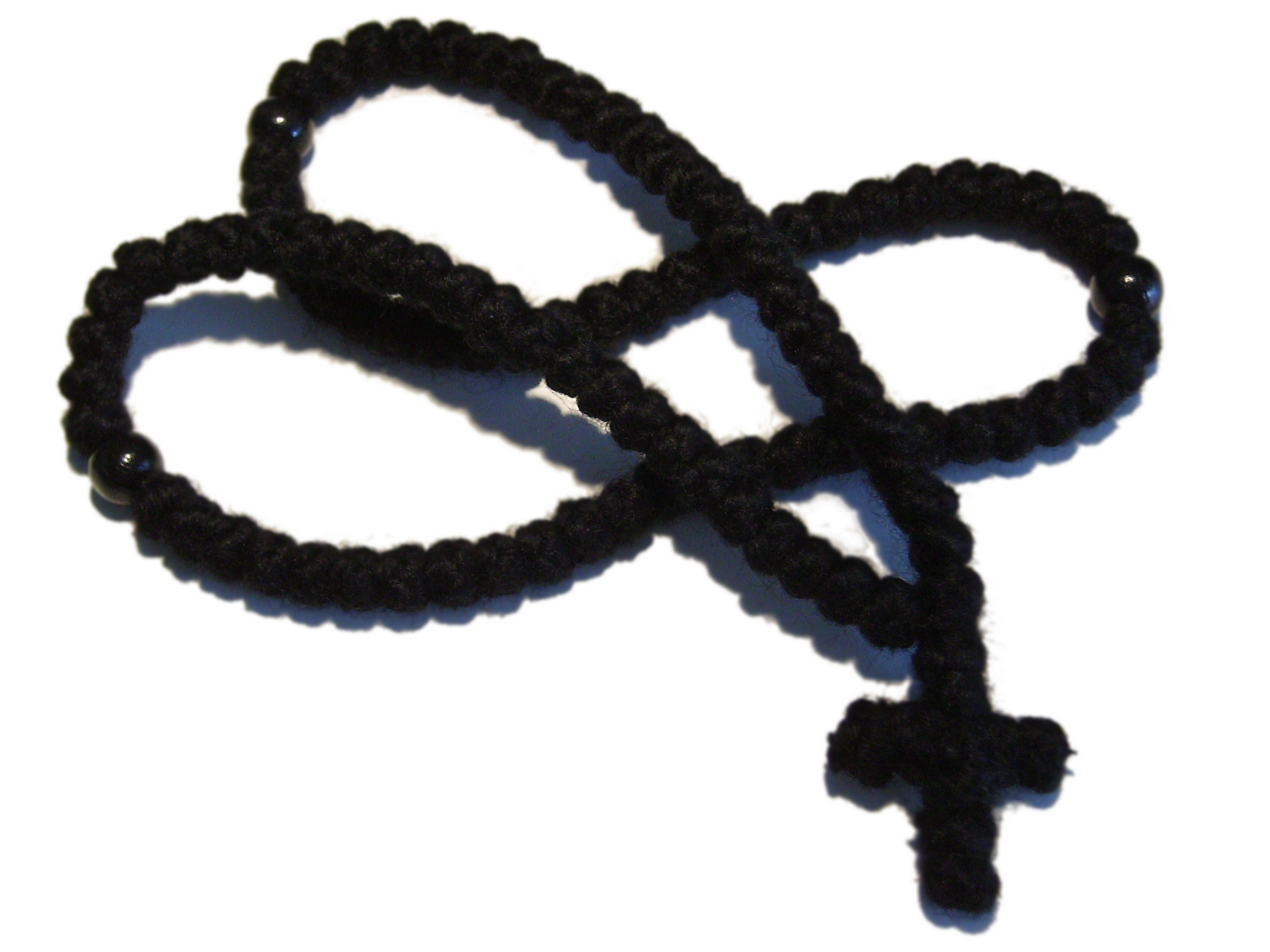
Komboskini

Ein Komboskini (griechisch κομποσκοίνι, auch κομβοσχοίνι komboschini, russisch чётки tschotki oder вервица vervitsa, mazedonisch und serbisch бројаница brojanica, bulgarisch броеница broänitsa, rumänisch metanii oder metanier, georgisch ფსკვნილი pskwnili) ist eine geschlossene Gebetsschnur, die von meist orthodoxen Christen verwendet wird. Diese spezielle Gebetspraxis ist Teil des Hesychasmus; der Verwirklichung der inneren „Ruhe/Stille“ (altgriechisch ἡσυχία hēsychía) durch das ständige Wiederholen des Jesusgebets. Üblicherweise hat ein Komboskini 33 oder 100 Knoten. Es gibt aber auch Formen mit 25, 30, 50, 64, 100, 300, 400 oder 500 Knoten. Es gibt auch Gebetsringe mit nur 12 Knoten. Die geschlossene Schnur steht als Zeichen für das nie endende monastische Gebet („Betet ohne Unterlass“, 1. Thessalonicher 5,17 ).
Der Komboskini wird in der orthodoxen Tradition weniger verwendet, um die Gebete zu zählen, sondern als Hilfe zur Konzentration beim Beten und für einen gleichmäßigen Rhythmus. In der orthodoxen Kirche erhalten Mönche und Nonnen die Gebetsschnur zur Profess.
Als Zählmittel dient ein Komboskini nur dann, wenn orthodoxe Mönche eine bestimmte Anzahl von Jesusgebeten anstelle des Stundengebets beten, falls sie an diesem einmal nicht teilnehmen können.
Ihren Ursprung hat die Gebetsschnur in der Tradition des spätantiken orientalischen Mönchtums, kurze Bibelzitate meditativ zu wiederholen. Die orthodoxe Kirche führt die Tradition auf Pachomios zurück, der auf diese Weise Mönchen, die nicht lesen und schreiben konnten, half, eine bestimmte Anzahl Gebete oder Niederwerfungen auszuführen.
In der Russisch-orthodoxen Kirche und Orthodoxen Kirche der Ukraine gibt es den Brauch, Gebetszeiten des Stundengebets oder den Besuch der Liturgie durch die Rezitation einer bestimmten Anzahl von Jesusgebeten zu ersetzen. Auf diese Weise kann das Stundengebet auch gehalten werden, wenn man auf die entsprechenden Bücher nicht zugreifen kann oder jemand nicht in der Lage ist, eine Gebetszeit zu verrichten. Die Gebetsschnur hilft in solchen Fällen, die Anzahl der Gebete zu zählen.

## Als politisches Symbol
Als Ausdruck einer pro-serbischen Haltung trägt der österreichische Politiker Heinz-Christian Strache, ehemaliger Bundespartei- und Klubobmann der rechtspopulistischen FPÖ, bereits seit Mitte der 2000er Jahre bei öffentlichen Auftritten und auf Wahlplakaten regelmäßig eine Brojanica.